# 今渡町
今渡町（いまわたりちょう）は、かつて岐阜県可児郡にあった町である。
現在の可児市の中心となった町のひとつであり、木曽川と可児川に挟まれた地域である。
江戸時代、中山道の三大難所の太田の渡し（今渡の渡し）があったが、太田橋の開通で廃止されている。

## 歴史
- 1604年（慶長9年） - 徳野藩藩主平岡頼勝が可児郡徳野村に徳野陣屋を築く。
- 1653年（承応2年） - 徳野藩が廃止される。徳野陣屋は美濃郡代の陣屋となる。
- 1669年（寛文2年） - 陣屋を羽栗郡傘町に移す（笠松陣屋）。
- 江戸時代末期、この地域は美濃国可児郡に属し、ほとんどが天領であった。
- 1874年（明治7年）9月 -
  - 金屋村、野市場村、川合村が合併し、今渡村になる。
  - 宮瀬村、古市場村、沓井村、沢渡村、上屋敷村、舟岡村、徳野村が合併し、下恵土村になる。
- 1889年（明治22年）7月1日 - 今渡村と下恵土村が合併し、今渡村になる。
- 1900年（明治33年）7月19日 - 今渡村が町制施行し、今渡町になる。
- 1955年（昭和30年）2月1日 - 広見町、土田村、久々利村、平牧村、春里村、帷子村と合併し可児町となる。同日、今渡町廃止。

## 学校
- 今渡町立今渡小学校 （現・可児市立今渡南小学校）
- 今渡町・土田村・春里村・帷子村4ヶ町村立蘇南中学校 （現・可児市立蘇南中学校）

## 交通
- 国鉄太多線
  - 広見駅
- 名古屋鉄道広見線
  - 今渡駅、新広見駅

## 観光など
- 日本ライン
- 今渡の渡し場跡